# 上陶恩

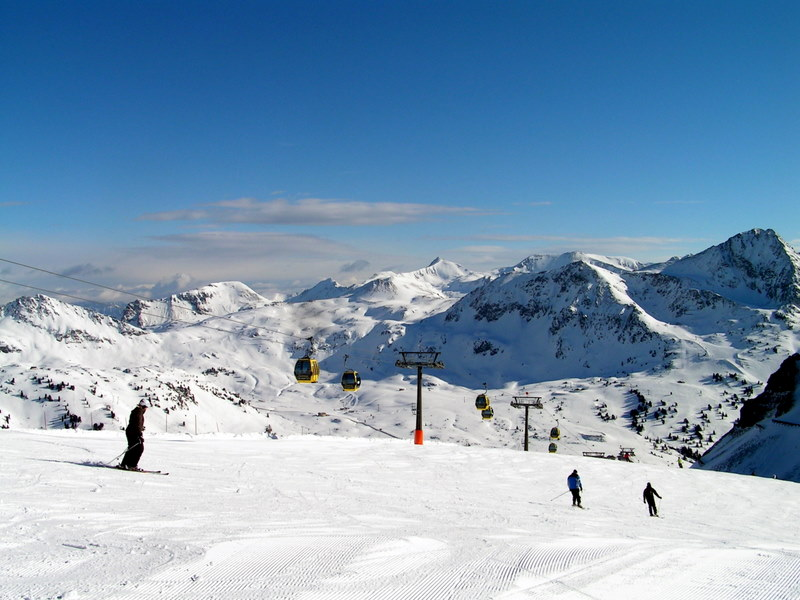
上陶恩滑雪场

上陶恩（Obertauern）是奥地利的一个旅游胜地，位于萨尔茨堡州的东南部，海拔高度为1630到2500米，滑雪季节长达160天。

## 历史
上陶恩历史悠久，2400年前，凯尔特人开始居住在这里。大约公元前100年，罗马人人占据了这里，罗马人在意大利和攸瓦文（Iuvavum，今天的萨尔茨堡）之间建了一条道路。这条路经过上陶恩附近，使该地成为商人和他们货物的重要栖息之处。
公元500年后，罗马帝国结束，巴伐利亚阿尔卑斯山的人们涌入阿尔卑斯。道路年久失修，13世纪随着巴伐利亚州的萨尔茨堡教区的独立，重新有了一些贸易。1517年的一份文档记录了上陶恩是一个有两个旅馆的地方——两个旅店显然指Schaidberg旅店和Wisenegg旅店，如今仍然在运营。
在萨尔茨堡巴洛克繁荣期，1764年上陶恩建立了一个日常邮寄站。在整个19世纪，贸易和农业是主要产业，尽管这两项并未有为上陶恩带来巨大收入。1900年以后，当该地开始成为滑雪地区后，情况有所有所改观。在第一次世界大战后的几年，滑雪者不得不徒步进入上陶恩，因而当地夏天的徒步和汽车比赛更受游客欢迎。

## 滑雪胜地
1929年，一条新的道路翻越山脉，将孤立的上陶恩连接到主要的道路。从那以后，上陶恩成为滑雪者的好去处，每年都有很多游客，只有第二次世界大战期间中断。1948年，第一个滑雪缆车开放。接下来的几十年，滑雪基础设施不断增加。1960年，上陶恩成为一个国际著名的滑雪胜地。1965年3月，英国流行乐团披头士乐队电影《HELP!》在上陶恩拍摄。